# Squad Leader
Squad Leader est un jeu de guerre d'échelle tactique se déroulant pendant la Seconde Guerre mondiale sur le théâtre européen. Squad Leader a en son temps été considéré comme un succès et a donné naissance à Advanced Squad Leader, considéré par beaucoup comme le jeu de guerre tactique le plus abouti, au prix d'une complexité importante. Squad leader a été une possible source d'inspiration pour les jeux Sudden Strike.

## Description

### Les cartes de terrain
Les cartes sont géomorphiques, c'est-à-dire qu'elles peuvent être assemblées de différentes façons permettant ainsi de créer un grand nombre de variétés  de terrain. Le jeu et ses extensions comprennent des cartes de : zones agricoles, forestières, collines, zones urbaines, rivières etc. avec des "masques" pouvant être appliqués sur les cartes  permettant de les modifier.
Une grille hexagonale permet de déterminer la position des pions sur le jeu, ces cases hexagonale sont alors appelées "hex" chaque hex représentant 40 m de terrain.
Chaque élément de la carte telles les maisons les haies les élévations les routes influent sur le déroulement du jeu en offrant divers degrés de protection pour les unités qui s'y trouvent
Un hex de bois ayant un degré de protection de +1 tandis qu'un bâtiment en pierre est à +3 et donc offre un meilleur couvert à l'unité sur laquelle l'on tire de même la progression des unités varie selon le type d'obstacle qu'elles traversent, l'on progresse moins vite dans un bois que sur une route.

### Squads et leaders
Les pions représentent la troupe (squad), les officiers (leader), les armes de soutien tel que les mitrailleuses, les lance-flammes antichars… 
Un squad représente une dizaine d'hommes et un leader un seul homme.
Chaque squad a un potentiel de puissance de feu de portée et de moral permettant de résoudre les combats via une table de combat ou le résultat de deux dés permet de déterminer les effets d'un tir sur une cible adverse ou plus la puissance de feu est importante plus les chances de démoraliser ou éliminer une unité adverse sont élevées et ce en fonction du degré de protection de la cible en effet, si deux mitrailleuses tirent sur une cible se déplaçant sur une route, elles risquent de faire plus de dégâts que si une seule tire sur une unité retranchée dans un bâtiment.
Squad Leader qui mettait en scène principalement le Front de l'Est (Seconde Guerre mondiale) et le Front de l'Ouest (Seconde Guerre mondiale) après les débarquements de Normandie et de Provence lors de la Seconde Guerre mondiale a ensuite été décliné en plusieurs extensions. 
- Cross of Iron : extension du système, notamment extension du système des véhicules avec pour théâtre le front de l'Est (partisans, roumains, troupes inexpérimentées, SS).
- Crescendo of Doom : introduction du Front de l'Ouest (Seconde Guerre mondiale) avec notamment les troupes britanniques et françaises de 1940.
- GI: Anvil of Victory : ajout des troupes américaines.

### Vers Advanced Squad Leader
Squad Leader avait comme avantage de fournir un système de règles cohérent bien que complexe, mais auquel manquaient un certain nombre de paramètres, comme par exemple une différenciation plus importante des véhicules. Au fur et à mesure des extensions, le système de règles a été étendu, avec pour conséquence un ensemble de règles parfois contradictoires. Avalon Hill décida donc de compiler les règles et de les clarifier au sein d'une nouvelle version, qui s'appellera Advanced Squad Leader. Mais finalement, ce projet sortira complètement du cadre initial pour devenir une réécriture complète avec d'importants ajouts de règles.